# Ingrid Lotz
Ingrid Lotz, född 11 mars 1934 i Malliß i Mecklenburg-Vorpommern, är en före detta tysk friidrottare.
Lotz blev olympisk silvermedaljör i diskuskastning vid sommarspelen 1964 i Tokyo.